# Josef Bernards
Josef (Joseph) Bernards (* 22. März 1831 in Köln; † 9. Juli 1890 in Köln) war ein deutscher Politiker der Deutschen Zentrumspartei und Mitglied des Reichstages.

## Leben
Bernards besuchte das Gymnasium in Köln und studierte anschließend Rechtswissenschaften in Bonn und Heidelberg. 1852 trat er als Referendar in den Justizdienst über und wurde 1857 Assessor am Landgericht Köln und danach ab 1866 in Düsseldorf.
Er war von 1870 bis 1882 Mitglied des Preußischen Abgeordnetenhauses für den Wahlkreis Düsseldorf 11 (Gladbach). Von 1873 bis 1876 war er dort Schriftführer.
Von 1871 bis 1882 wurde Josef Bernards für den Wahlkreis Regierungsbezirk Düsseldorf 4 (Stadt- und Landkreis Düsseldorf) in den Reichstag gewählt, wo er sich der Zentrumsfraktion anschloss. Am 15. März 1882 erlosch sein Mandat durch seine Ernennung zum Oberlandesgerichtsrat.